# Elatostema burmanicum
Elatostema burmanicum är en nässelväxtart som beskrevs av Hallier f.. Elatostema burmanicum ingår i släktet Elatostema och familjen nässelväxter. Inga underarter finns listade i Catalogue of Life.